# Parachalcerinys nonaericornis
Parachalcerinys nonaericornis är en stekelart som beskrevs av Girault 1925. Parachalcerinys nonaericornis ingår i släktet Parachalcerinys och familjen sköldlussteklar. Inga underarter finns listade i Catalogue of Life.